# 그라의 창문에서 바라본 조망

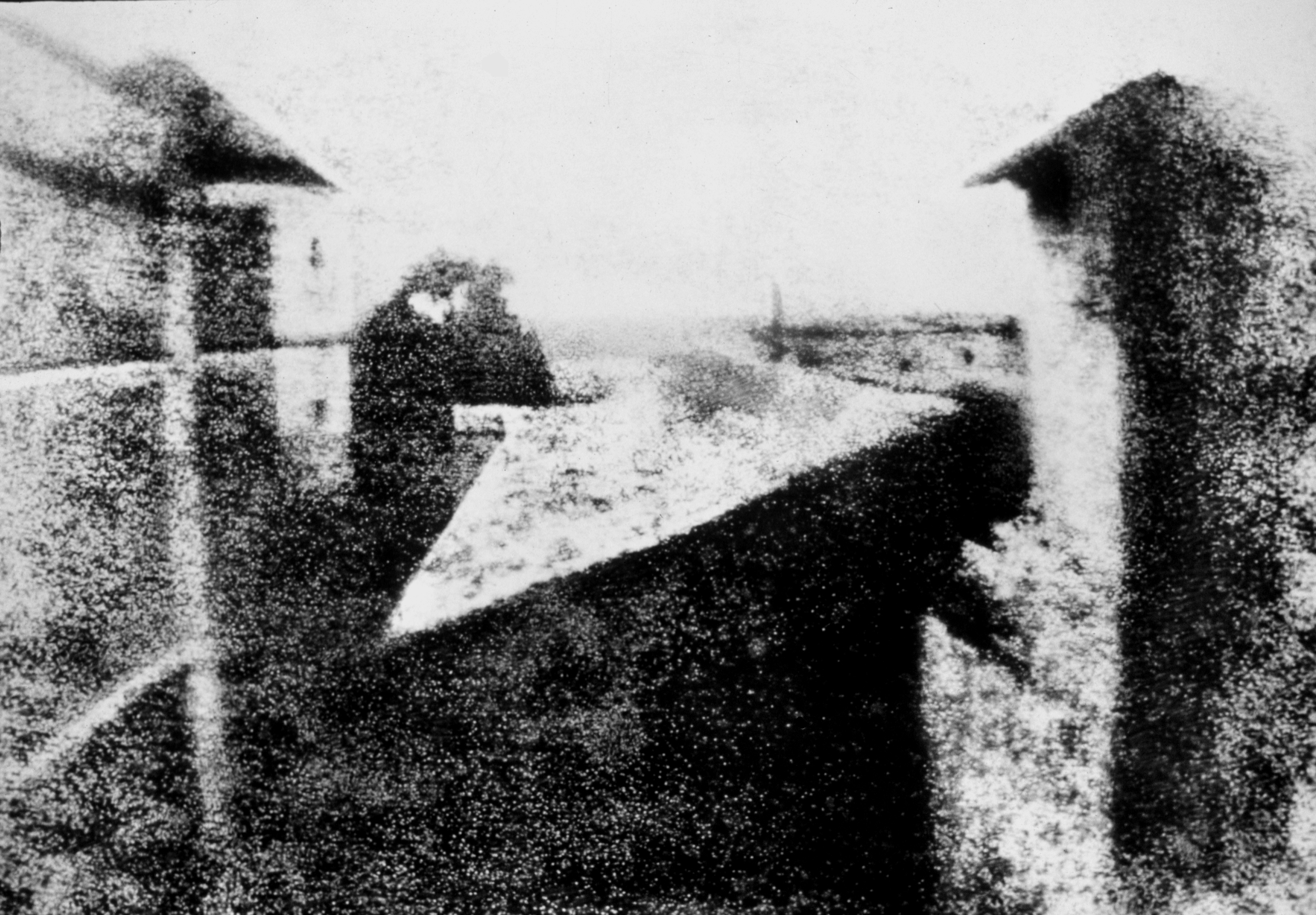
그라의 창문에서 바라본 조망

그라의 창문에서 바라본 조망(프랑스어: Point de vue du Gras)은 조제프 니세포어 니엡스가 1826년에 만들어낸 사진 이미지(헬리오그래피)로, 최초의 사진으로 흔히 알려져 있다. 프랑스 부르고뉴프랑슈콩테 손에루아르주 생루드바렌에 있는 니엡스의 집 창밖 풍경으로, 해가 하늘을 가로질러서 안뜰 양쪽을 비추고 있다.